# Mohamed Youssouf
Mohamed Youssouf (París, Francia, 26 de marzo de 1988) es un futbolista comorense. Juega de centrocampista y su equipo es el A. C. Ajaccio de la Ligue 2 de Francia.

## Selección nacional
Ha sido internacional con la selección de fútbol de Comores, ha jugado 43 partidos internacionales y ha anotado dos goles.

## Clubes
| Club             | País    | Año       |
| ---------------- | ------- | --------- |
| Le Havre A. C.   | Francia | 2007-2010 |
| U. S. Créteil    | Francia | 2010-2011 |
| Vannes O. C.     | Francia | 2011-2013 |
| Amiens S. C.     | Francia | 2013-2014 |
| Ergotelis F. C.  | Grecia  | 2014-2015 |
| Veria F. C.      | Grecia  | 2015-2017 |
| Levadiakos F. C. | Grecia  | 2017-2018 |
| A. C. Ajaccio    | Francia | 2018-     |

## Palmarés

### Títulos nacionales
| Título  | Club           | País    | Año     |
| ------- | -------------- | ------- | ------- |
| Ligue 2 | Le Havre A. C. | Francia | 2007-08 |